# Gustaw Szulc

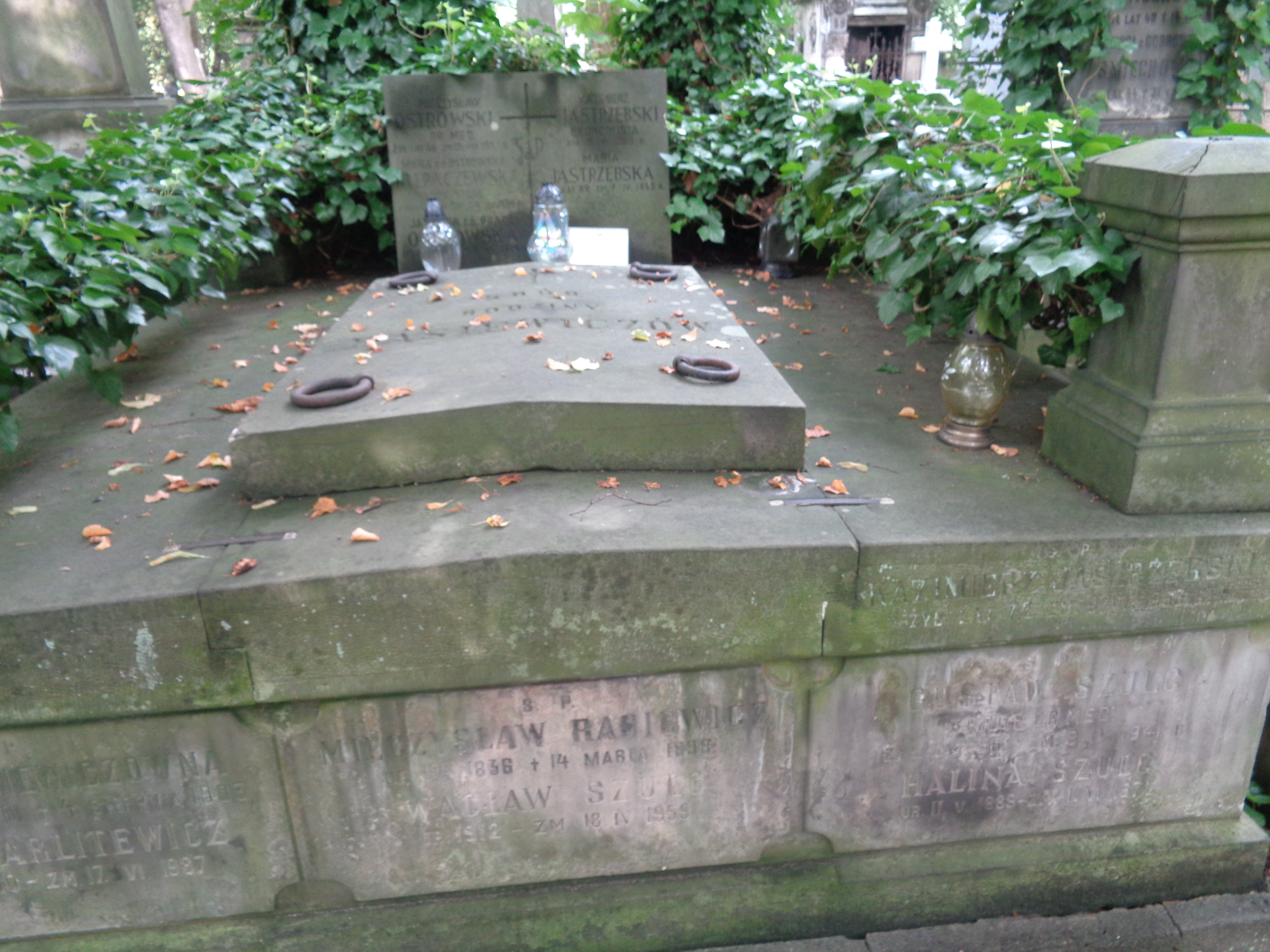
Grób Gustawa Szulca na cmentarzu Powązkowskim

Gustaw Adolf Szulc (ur. 15 lipca 1884 w Burakowie, zm. 8 kwietnia 1941 w Warszawie) – polski profesor medycyny i zawodowy oficer.

## Życiorys
Urodził się w rodzinie Ferdynanda i Marcjanny z Nowakowskich. W 1904 ukończył II Rządowe Gimnazjum Filologiczne w Warszawie. W 1905 za udział w akcji strajkowej został wydalony z Uniwersytetu Warszawskiego. Później podjął studia medyczne na Uniwersytecie Jagiellońskim w Krakowie, które ukończył w 1911. W tym samym roku na uniwersytecie w Kazaniu uzyskał dyplom lekarza. Uczeń Odo Bujwida. Podczas I wojny światowej był starszym lekarzem oddziału Polskiego Komitetu Pomocy Sanitarnej. Od 15 lipca 1920 służył w Wojsku Polskim, od 1934 pułkownik-lekarz rezerwy. 
Był specjalistą w dziedzinie medycyny wojskowej i sportowej, pionierem higieny żywienia w Polsce, dyrektorem Państwowego Zakładu Higieny w latach 1932–1939, twórcą i pierwszym przewodniczącym zarządu (1937) Stowarzyszenia Lekarzy Sportowych. Należał do wielu organizacji lekarskich, naukowych i społecznych, m.in. był członkiem Rady Naukowej Wychowania Fizycznego, Naczelnej Rady Zdrowia, zarządu Polskiego Towarzystwa Higienicznego, przewodniczącym Polskiego Komitetu do Walki z Narkomanią, wiceprzewodniczącym Towarzystwa Eugenicznego, wiceprzewodniczącym Towarzystwa Trzeźwości, przewodniczącym sekcji w Towarzystwie Przyjaciół Huculszczyzny. 
W latach 1929–1931, wspólnie z Włodzimierzem Missiuro, redagował kwartalnik „Przegląd Sportowo-Lekarski” (czasopismo poświęcone fizjologii, patologii i higienie sportu, wychowania fizycznego i pracy). Redagował także „Lekarza Wojskowego” oraz w latach 1927–1934 kwartalnik „Przegląd Fizjologii Ruchu”. 
15 września 1906 ożenił się z Haliną Gelinek (1889–1971). 
Zmarł w Warszawie, pochowany na cmentarzu Powązkowskim (kwatera 40-3-25,26).

## Ordery i odznaczenia
- Krzyż Oficerski Orderu Odrodzenia Polski (11 listopada 1934)[6]
- Medal Pamiątkowy za Wojnę 1918–1921[1]
- Medal Dziesięciolecia Odzyskanej Niepodległości[1]